# Wereldkampioenschappen kunstschaatsen 1974
De Wereldkampioenschappen kunstschaatsen 1974 werden gevormd door vier toernooien die door de Internationale Schaatsunie werden georganiseerd.
Het WK evenement van 1974 vond van 5 tot en met 10 maart plaats in de Olympiahalle in München, West-Duitsland. Het was de tweede keer dat München gaststad was, in 1906 vond het WK toernooi voor de mannen hier plaats. Het was voor de elfde keer dat een WK in (West-)Duitsland plaatsvond.
Voor de mannen was het de 64e editie, voor de vrouwen de 54e editie, voor de paren de 52e editie, en voor de ijsdansers de 22e editie.

## Deelname
Er namen deelnemers uit 22 landen (een evenaring van het recordaantal uit 1973) deel aan deze kampioenschappen. Zij vulden een recordaantal van 91 startplaatsen in.
Voor Nederland nam Dianne de Leeuw voor de derde keer deel in het vrouwentoernooi.
(Tussen haakjes het totaal aantal startplaatsen over de disciplines.)
| Canada (9) Sovjet-Unie (9) Verenigde Staten (9) Duitse Democratische Republiek (8) Verenigd Koninkrijk (8) Tsjecho-Slowakije (7) | West-Duitsland (6) Frankrijk (4) Oostenrijk (4) Polen (4) Zwitserland (4) Italië (3) | Australië (2) Finland (2) Hongarije (2) Japan (2) Joegoslavië (2) | Zweden (2) Nederland (1) Noorwegen (1) Roemenië (1) Zuid-Korea (1) |

## Medailleverdeling
Bij de mannen werd Jan Hoffmann de 24e wereldkampioen en de eerste Oost-Duitser die de wereldtitel bij de mannen behaalde. Voor hem had alleen zijn landgenote Gabriele Seyfert (1969, 1970) bij de vrouwen de wereldtitel behaald. Het was voor Hoffmann zijn tweede WK medaille, in 1973 werd hij derde. Sergej Volkov uit de Sovjet-Unie op plaats twee en de Canadees Toller Cranston op de derde plaats veroverden beide hun eerste WK medaille.
Bij de vrouwen werd Christine Errath de 21e wereldkampioene en de tweede Oost-Duitse die de wereldtitel bij de vrouwen behaalde. Ze trad daarmee in de voetsporen van haar landgenote Gabriele Seyfert. Het was voor Errath haar tweede WK medaille, in 1973 werd zij derde.
De Amerikaanse Dorothy Hamill op de tweede plaats en Dianne de Leeuw op de derde plaats veroverden beide hun eerste WK medaille. De bronzen medaille voor De Leeuw was na de vijf medailles door Sjoukje Dijkstra behaald (3e in 1959, 2e in 1960, 1e in 1962, 1963 en 1964) de zesde medaille voor Nederland bij het WK kunstschaatsen.
Bij het paarrijden veroverde Irina Rodnina haar zesde opeenvolgende wereldtitel, van 1969-1972 werd ze dit met partner Aleksej Oelanov, in 1973 en dit jaar met partner Aleksandr Zajtsev. Ljoedmila Smirnova veroverde voor de vijfde opeenvolgende keer de zilveren medaille, van 1970-1972 stond ze hier met schaatspartner Andrej Soerajkin, in 1973 en dit jaar met Aleksej Oelanov die daarmee zijn zesde opeenvolgde medaille behaalde. Het Oost-Duitse paar Romy Kermer / Rolf Österreich op plaats drie veroverden hun eerste WK medaille.
Bij het ijsdansen veroverden het Sovjetpaar Ljoedmila Potsjomova / Alexandr Gorstsjkov voor het vijfde opeenvolgende jaar de wereldtitel, het was hun zesde medaille, in 1969 werden ze tweede. Het Britse paar Hilary Green / Glyn Watts stond voor de tweede keer op het podium, in 1973 werden zij derde en dit jaar tweede. Het debuterende Sovjetpaar Natalja Linitsjoek / Gennadi Karponossov veroverden de bronzen medaille.
| Discipline | Goud                                       | Zilver                               | Brons                                    |
| ---------- | ------------------------------------------ | ------------------------------------ | ---------------------------------------- |
| Mannen     | Jan Hoffmann                               | Sergej Volkov                        | Toller Cranston                          |
| Vrouwen    | Christine Errath                           | Dorothy Hamill                       | Dianne de Leeuw                          |
| Paren      | Irina Rodnina / Aleksandr Zajtsev          | Ljoedmila Smirnova / Aleksej Oelanov | Romy Kermer / Rolf Österreich            |
| IJsdansen  | Ljoedmila Potsjomova / Alexandr Gorstsjkov | Hilary Green / Glyn Watts            | Natalja Linitsjoek / Gennadi Karponossov |

## Uitslagen
pk = verplichte kür, kk = korte kür, vk = vrije kür, pc/9 = plaatsingcijfer bij negen juryleden, t.z.t. = trok zich terug
| #      | naam (deelname)         | land                                    | pk | kk | vk | pc/9 |
| ------ | ----------------------- | --------------------------------------- | -- | -- | -- | ---- |
| Goud   | Jan Hoffmann (5)        | Vlag van Duitse Democratische Republiek | 1  | 5  | 2  | 11   |
| Zilver | Sergej Volkov (3)       | Vlag van Sovjet-Unie                    | 2  | 3  | 7  | 27   |
| Brons  | Toller Cranston (5)     | Vlag van Canada                         | 8  | 1  | 1  | 26   |
| 4      | Vladimir Kovalev (2)    | Vlag van Sovjet-Unie                    | 3  | 4  | 4  | 38   |
| 5      | Ronald Shaver (2)       | Vlag van Canada                         | 7  | 2  | 3  | 39   |
| 6      | Gordon McKellen (4)     | Vlag van Verenigde Staten               | 5  | 7  | 5  | 52   |
| 7      | John Curry (4)          | Vlag van Verenigd Koninkrijk            | 4  | 6  | 9  | 60   |
| 8      | Minoru Sano (2)         | Vlag van Japan                          | 11 | 8  | 6  | 79   |
| 9      | Zdenek Pazdirek (5)     | Vlag van Tsjecho-Slowakije              | 9  | 10 | 10 | 85   |
| 10     | Didier Gailhauguet (4)  | Vlag van Frankrijk                      | 6  | 11 | 12 | 86   |
| 11     | Lászlá Vajda (3)        | Vlag van Hongarije                      | 10 | 9  | 11 | 99   |
| 12     | Terry Kubicka           | Vlag van Verenigde Staten               | 15 | 15 | 8  | 109  |
| 13     | Bernd Wunderlich (2)    | Vlag van Duitse Democratische Republiek | 13 | 12 | 14 | 116  |
| 14     | Erich Reifschneider (2) | Vlag van Bondsrepubliek Duitsland       | 14 | 13 | 13 | 118  |
| 15     | Robert Rubens (2)       | Vlag van Canada                         | 20 | 14 | 15 | 138  |
| 16     | Ronald Koppelent        | Vlag van Oostenrijk                     | 18 | 17 | 16 | 145  |
| 17     | Miroslav Soska (2)      | Vlag van Tsjecho-Slowakije              | 12 | 16 | 21 | 158  |
| 18     | Pekka Leskinen (2)      | Vlag van Finland (1918-1978)            | 16 | 18 | 19 | 159  |
| 19     | Jacek Tascher (2)       | Vlag van Polen (1928-1980)              | 21 | 20 | 17 | 172  |
| 20     | Rolando Bragaglia (2)   | Vlag van Italië                         | 19 | 19 | 20 | 175  |
| 21     | Glyn Jones              | Vlag van Verenigd Koninkrijk            | 25 | 21 | 18 | 195  |
| 22     | Gilles Beyer            | Vlag van Frankrijk                      | 22 | 22 | 23 | 197  |
| 23     | Thomas Öberg            | Vlag van Zweden                         | 23 | 23 | 22 | 208  |
| 24     | Gheorghe Fazekas (3)    | Vlag van Roemenië (1965-1989)           | 17 | 25 | 25 | 211  |
| 25     | William Schober         | Vlag van Australië                      | 24 | 24 | 24 | 222  |
| 26     | Silvo Svajger (3)       | Vlag van Joegoslavië (1943-1992)        | 26 | 26 | 26 | 234  |

| #      | naam (deelname)      | land                                    | pk | kk | vk | pc/9 |
| ------ | -------------------- | --------------------------------------- | -- | -- | -- | ---- |
| Goud   | Christine Errath (4) | Vlag van Duitse Democratische Republiek | 2  | 1  | 2  | 12   |
| Zilver | Dorothy Hamill (3)   | Vlag van Verenigde Staten               | 5  | 2  | 1  | 15   |
| Brons  | Dianne de Leeuw (3)  | Vlag van Nederland                      | 4  | 5  | 4  | 27   |
| 4      | Gerti Schanderl (3)  | Vlag van Bondsrepubliek Duitsland       | 11 | 4  | 3  | 54   |
| 5      | Karin Iten (3)       | Vlag van Zwitserland                    | 1  | 14 | 17 | 61   |
| 6      | Lynn Nightingale (2) | Vlag van Canada                         | 12 | 3  | 5  | 66   |
| 7      | Kath Malmberg        | Vlag van Verenigde Staten               | 7  | 8  | 10 | 66   |
| 8      | Juli McKinstry (2)   | Vlag van Verenigde Staten               | 6  | 9  | 7  | 67   |
| 9      | Liana Drahová (4)    | Vlag van Tsjecho-Slowakije              | 9  | 6  | 6  | 72   |
| 10     | Marion Weber         | Vlag van Duitse Democratische Republiek | 8  | 10 | 8  | 75   |
| 11     | Anett Pötzsch (2)    | Vlag van Duitse Democratische Republiek | 10 | 7  | 9  | 98   |
| 12     | Maria McLean (2)     | Vlag van Verenigd Koninkrijk            | 3  | 12 | 13 | 98   |
| 13     | Barbara Terpenning   | Vlag van Canada                         | 14 | 11 | 11 | 111  |
| 14     | Gail Keddie          | Vlag van Verenigd Koninkrijk            | 17 | 16 | 14 | 140  |
| 15     | Emi Watanabe (2)     | Vlag van Japan                          | 19 | 17 | 12 | 139  |
| 16     | Sonja Balun (2)      | Vlag van Oostenrijk                     | 16 | 13 | 15 | 142  |
| 17     | Cinzia Frosio (4)    | Vlag van Italië                         | 13 | 15 | 16 | 142  |
| 18     | Ljoedmila Bakonina   | Vlag van Sovjet-Unie                    | 18 | 18 | 19 | 163  |
| 19     | Hana Knapová         | Vlag van Tsjecho-Slowakije              | 20 | 19 | 18 | 164  |
| 20     | Myung Su-chang (3)   | Vlag van Zuid-Korea                     | 15 | 20 | 20 | 180  |
| 21     | Evelyne Reusser      | Vlag van Zwitserland                    | 21 | 21 | 23 | 193  |
| 22     | Grażyna Dudek        | Vlag van Polen (1928-1980)              | 24 | 23 | 21 | 195  |
| 23     | Eva Hansson          | Vlag van Zweden                         | 25 | 22 | 24 | 205  |
| 24     | Marie-Hélène Panet   | Vlag van Frankrijk                      | 23 | 25 | 25 | 216  |
| 25     | Helena Gazvoda (3)   | Vlag van Joegoslavië (1943-1992)        | 28 | 24 | 22 | 230  |
| 26     | Sharon Burley (3)    | Vlag van Australië                      | 22 | 27 | 27 | 231  |
| 27     | Susan Broman         | Vlag van Finland (1918-1978)            | 26 | 26 | 26 | 240  |
| 28     | Liv Egelund          | Vlag van Noorwegen                      | 27 | 28 | 28 | 252  |

| #      | naam (deelname)                                      | land                                    | kk | vk | pc/9 |
| ------ | ---------------------------------------------------- | --------------------------------------- | -- | -- | ---- |
| Goud   | Irina Rodnina (6) Aleksandr Zajtsev (2)              | Vlag van Sovjet-Unie                    | 1  | 1  | 9    |
| Zilver | Ljoedmila Smirnova (5) Aleksej Oelanov (6)           | Vlag van Sovjet-Unie                    | 2  | 2  | 21   |
| Brons  | Romy Kermer (2) Rolf Österreich (2)                  | Vlag van Duitse Democratische Republiek | 3  | 3  | 25   |
| 4      | Manuela Groß (5) Uwe Kagelmann (5)                   | Vlag van Duitse Democratische Republiek | 4  | 36 |      |
| 5      | Sandra Bezic (5) Val Bezic (5)                       | Vlag van Canada                         | 5  | 5  | 44   |
| 6      | Irina Vorobieva Alexandr Vlasov                      | Vlag van Sovjet-Unie                    | 6  | 6  | 54   |
| 7      | Karin Künzle (3) Christian Künzle (3)                | Vlag van Zwitserland                    | 7  | 7  | 71   |
| 8      | Melissa Militano (6) Johnny Johns (4)                | Vlag van Verenigde Staten               | 8  | 8  | 72   |
| 9      | Corinna Halke (3) Eberhard Rausch (6)                | Vlag van Bondsrepubliek Duitsland       | 9  | 9  | 80   |
| 10     | Tai Babilonia Randy Gardner                          | Vlag van Verenigde Staten               | 10 | 10 | 88   |
| 11     | Katja Schubert Knut Schubert                         | Vlag van Duitse Democratische Republiek | 11 | 11 | 96   |
| 12     | Grażyna Kostrzewinska-Osmańska (3) Adam Brodecki (3) | Vlag van Polen (1928-1980)              | 12 | 12 | 108  |
| 13     | Florence Cahn (3) Jean-Roland Racle (3)              | Vlag van Frankrijk                      | 14 | 13 | 121  |
| 14     | Ursula Nemec (2) Michael Nemec (2)                   | Vlag van Oostenrijk                     | 13 | 14 | 126  |
| 15     | Linda McCafferty-Connolly (3) Colin Tayforth (3)     | Vlag van Verenigd Koninkrijk            | 16 | 15 | 133  |
| 16     | Ilona Urbanová (2) Ales Zach (2)                     | Vlag van Tsjecho-Slowakije              | 15 | 16 | 139  |
| 17     | Petra Schneider Bogdan Pulcer                        | Vlag van Bondsrepubliek Duitsland       | 17 | 17 | 163  |
| 18     | Kathy Hutchinson Jamie McGregor                      | Vlag van Canada                         | 18 | 18 | 162  |

| #      | naam (deelname)                                  | land                              | kk | vk | pc/9 |
| ------ | ------------------------------------------------ | --------------------------------- | -- | -- | ---- |
| Goud   | Ljoedmila Potsjomova (9) Alexandr Gorstsjkov (8) | Vlag van Sovjet-Unie              | 1  | 1  | 9    |
| Zilver | Hilary Green (4) Glyn Watts (4)                  | Vlag van Verenigd Koninkrijk      | 2  | 2  | 18   |
| Brons  | Natalja Linitsjoek Gennadi Karponossov (4)       | Vlag van Sovjet-Unie              | 3  | 3  | 28   |
| 4      | Irina Moiseeva Andrei Minenkov                   | Vlag van Sovjet-Unie              | 5  | 4  | 43   |
| 5      | Janet Sawbridge (12) Peter Dalby (5)             | Vlag van Verenigd Koninkrijk      | 4  | 5  | 44   |
| 6      | Krisztina Regöczy (2) András Sallay (2)          | Vlag van Hongarije                | 6  | 6  | 53   |
| 7      | Colleen O'Connor Jim Millns                      | Vlag van Verenigde Staten         | 7  | 7  | 58   |
| 8      | Matilde Ciccia (3) Lamberto Ceserani (3)         | Vlag van Italië                   | 8  | 9  | 77   |
| 9      | Louise Soper-Lind (4) Barry Soper (4)            | Vlag van Canada                   | 9  | 8  | 79   |
| 10     | Teresa Weyna (4) Piotr Bojanczyk (4)             | Vlag van Polen (1928-1980)        | 10 | 10 | 89   |
| 11     | Janet Thompson Warren Maxwell                    | Vlag van Verenigd Koninkrijk      | 11 | 11 | 96   |
| 12     | Diana Skotnická (5) Martin Scotnický (5)         | Vlag van Tsjecho-Slowakije        | 13 | 12 | 114  |
| 13     | Anne Millier (5) Harvey Millier III (5)          | Vlag van Verenigde Staten         | 12 | 15 | 122  |
| 14     | Gerda Bühler Mathis Bächi                        | Vlag van Zwitserland              | 14 | 13 | 125  |
| 15     | Barbara Berezowski (2) David Porter (2)          | Vlag van Canada                   | 15 | 14 | 131  |
| 16     | Sylvia Fuchs (2) Michael Fuchs (2)               | Vlag van Bondsrepubliek Duitsland | 16 | 16 | 143  |
| 17     | Eva Peštová Jiři Pokorný                         | Vlag van Tsjecho-Slowakije        | 17 | 17 | 149  |
| 18     | Nicole Rinsant Dirk Beyer                        | Vlag van Bondsrepubliek Duitsland | 18 | 18 | 161  |
| 19     | Brigitte Scheijbal (4) Walter Leschetizky (3)    | Vlag van Oostenrijk               | 19 | 19 | 171  |

Medaillewinnaars

Mannen · 
Vrouwen ·
Paren · 
IJsdansen

 Toernooi

1896 · 
1897 · 
1898 · 
1899 · 
1900 · 
1901 · 
1902 · 
1903 · 
1904 · 
1905 · 
1906 · 
1907 · 
1908 · 
1909 · 
1910 · 
1911 · 
1912 · 
1913 · 
1914 · 
1915-1921 · 
1922 · 
1923 · 
1924 · 
1925 · 
1926 · 
1927 · 
1928 · 
1929 · 
1930 · 
1931 · 
1932 · 
1933 · 
1934 · 
1935 · 
1936 · 
1937 · 
1938 · 
1939 ·
1940-1946 · 
1947 · 
1948 · 
1949 · 
1950 · 
1951 · 
1952 · 
1953 · 
1954 · 
1955 · 
1956 · 
1957 · 
1958 · 
1959 · 
1960 · 
1961 · 
1962 · 
1963 · 
1964 · 
1965 · 
1966 · 
1967 · 
1968 · 
1969 · 
1970 · 
1971 · 
1972 · 
1973 · 
1974 · 
1975 · 
1976 · 
1977 · 
1978 · 
1979 · 
1980 · 
1981 · 
1982 · 
1983 · 
1984 · 
1985 · 
1986 · 
1987 · 
1988 · 
1989 · 
1990 · 
1991 · 
1992 · 
1993 · 
1994 · 
1995 ·
1996 · 
1997 · 
1998 · 
1999 · 
2000 · 
2001 · 
2002 · 
2003 · 
2004 · 
2005 · 
2006 ·
2007 ·
2008 ·
2009 ·
2010 ·
2011 ·
2012 ·
2013 ·
2014 ·
2015 ·
2016 ·
2017 ·
2018 ·
2019 · 
2020 · 
2021 ·
2022 ·
2023 ·
2024

 ISU-kampioenschappen

WK kunstschaatsen junioren ·
EK kunstschaatsen ·
Viercontinentenkampioenschap ·
Olympische Spelen